# Silveira
Silveira är ett släkte av insekter.
Silveira ingår i familjen Psychopsidae.
Kladogram enligt Catalogue of Life:
| Silveira | \| \| Silveira jordani \| \| \| \| \| \| Silveira marshalli \| \| \| \| \| \| Silveira occultus \| \| \| \| \| \| Silveira rufus \| \| \| \| |
|          | \| \| Silveira jordani \| \| \| \| \| \| Silveira marshalli \| \| \| \| \| \| Silveira occultus \| \| \| \| \| \| Silveira rufus \| \| \| \| |
|          | Balmes |
|          | |
|          | Cabralis |
|          | |
|          | Psychopsis |
|          | |
|          | Zygophlebius |
|          | |
|          | Silveira jordani |
|          | |
|          | Silveira marshalli |
|          | |
|          | Silveira occultus |
|          | |
|          | Silveira rufus |
|          | |

|  | Silveira jordani   |
|  |                    |
|  | Silveira marshalli |
|  |                    |
|  | Silveira occultus  |
|  |                    |
|  | Silveira rufus     |
|  |                    |